# Elk Mountain
Elk Mountain és una població dels Estats Units a l'estat de Wyoming. Segons el cens del 2000 tenia 192 habitants.

## Demografia
Segons el cens del 2000, Elk Mountain tenia 192 habitants, 74 habitatges, i 52 famílies. La densitat de població era de 264,8 habitants/km².
Dels 74 habitatges en un 35,1% hi vivien nens de menys de 18 anys, en un 63,5% hi vivien parelles casades, en un 5,4% dones solteres, i en un 29,7% no eren unitats familiars. En el 28,4% dels habitatges hi vivien persones soles el 14,9% de les quals corresponia a persones de 65 anys o més que vivien soles. El nombre mitjà de persones vivint en cada habitatge era de 2,59 i el nombre mitjà de persones que vivien en cada família era de 3,17.
Per edats la població es repartia de la següent manera: un 30,2% tenia menys de 18 anys, un 4,2% entre 18 i 24, un 26% entre 25 i 44, un 25,5% de 45 a 60 i un 14,1% 65 anys o més.
L'edat mediana era de 36 anys. Per cada 100 dones de 18 o més anys hi havia 106,2 homes.
La renda mediana per habitatge era de 40.313 $ i la renda mediana per família de 46.042 $. Els homes tenien una renda mediana de 27.500 $ mentre que les dones 23.125 $. La renda per capita de la població era de 14.463 $. Cap de les famílies i el 4,3% de la població estaven per davall del llindar de pobresa.

## Poblacions més properes
El següent diagrama mostra les poblacions més properes.